# 邱峻南
邱峻南，中國清朝官員，廣東大埔人。附生。
光緒六年（1880年），邱峻南接替史映奎擔任台灣府嘉義縣知縣，掌管今嘉義縣、嘉義市、雲林縣一帶政事。